# Stazione di Marcellinara
Stazione di Marcellinara vasútállomás Olaszországban, Calabria régióban, Marcellinara településen. Az állomás 1894-ben nyílt meg.

## Vasútvonalak
Az állomást az alábbi vasútvonalak érintik:
- Lamezia Terme-Catanzaro Lido-vasútvonal

## Kapcsolódó állomások
A vasútállomáshoz az alábbi állomások vannak a legközelebb:
- Stazione di Lamezia Terme-Nicastro
- Settingiano railway halt
- Settingiano railway station